# Georg Zacharias
Georg Zacharias (n. 14 iunie 1884, Danzig, Imperiul German – d. 31 iulie 1953, Berlinul Occidental, Germania sub ocupație aliată) a fost un înotător german, medaliat olimpic. A participat la o ediție a Jocurilor Olimpice (1904) în care a câștigat o medalie de aur și o medalie de bronz.